# Лавринці
Ла́вринці — село в Україні, в Опішнянській селищній громаді Полтавського району Полтавської області. Населення становить 12 осіб.

## Географія
Село Лавринці знаходиться на відстані 0,5 км від села Човно-Федорівка.

## Історія
1859 року у козацькому хуторі налічувалось 3 дворів, мешкало 14 осіб (8 чоловічої статі та 6 — жіночої).